# La Nuit de Valognes
La Nuit de Valognes, deutsch Die Nacht in Valognes, ist ein Theaterstück des französischen Autors Éric-Emmanuel Schmitt. Es ist sein erstes Stück, geschrieben 1988. Es wurde 1991 uraufgeführt.
Im Schloss von Valognes in der Normandie wollen fünf ehemalige Geliebte des Frauenhelds Don Juan einen Prozess gegen ihn vorbereiten, um ihn zu zwingen, eine zuletzt von ihm verführte junge Frau zu heiraten. Zur Verwunderung der Damen akzeptiert Don Juan. Sie lehnen diese überraschende Antwort ab und beginnen, seine Motive zu erforschen.
Das Stück ist eine Reflexion über die Persönlichkeit Don Juans, der laut Schmitt nur durch die Sexualität lebt, ohne sie verstanden zu haben, und der ersehnt, dass jemand diese endlose Suche des Begehrens mit verschiedenen Partnern stoppt. Es handelt sich um eine Neuinterpretation des bekannten Mythos von Don Juan.